# Achurimima cultrata
Achurimima cultrata är en insektsart som först beskrevs av Rehn, J.A.G. 1952.  Achurimima cultrata ingår i släktet Achurimima och familjen Morabidae. Inga underarter finns listade i Catalogue of Life.